# Gesa Stedman
Gesa Stedman (* 19. Mai 1969 in Welwyn Garden City) ist eine deutsche Anglistin.

## Leben
Nach dem Abitur 1988 am Theodor-Heuss-Schule Pinneberg studierte sie von 1989 bis 1996 Französisch, Englisch und Theater-/Filmwissenschaften an der FU Berlin und der Universität Warwick. Nach dem Doktorat 2000 an der Humboldt-Universität zu Berlin und der Habilitation 2005 ebenda ist sie seit 2008 Professorin für britische Literatur und Kultur an der Humboldt-Universität zu Berlin.
Ihre Forschungsschwerpunkte sind die Diskurse der Emotionen, der frühneuzeitliche kulturelle Austausch, insbesondere zwischen England und Frankreich, der britische Film und die Filmgeschichte sowie das zeitgenössische Literaturfeld in Großbritannien; Kulturwissenschaften, Gender / Feminismus und Kulturgeschichte sowie kontextuelle Ansätze.
Mitte Juni 2024 forderte Stedman mit mehreren tausend weiteren Professoren und Dozenten den Rücktritt der Bildungs- und Forschungsministerin Bettina Stark-Watzinger aufgrund ihrer Erwägungen zur Kürzung von Forschungsmitteln für Hochschulangehörige, die zuvor gegen die Räumung eines propalästinensischen Protestcamps ausgesprochen hatten.

## Schriften (Auswahl)
- (Hg.): Englische Frauen in der Frühen Neuzeit. Dichterinnen, Malerinnen, Mäzeninnen. Darmstadt 2001, ISBN 3-534-14969-6.
- Stemming the Torrent. Expression and Control in the Victorian Discourses on Emotion, 1830–1872. Ashgate 2002, ISBN 0-7546-0643-0.
- als Herausgeber mit Jürgen Schlaeger: The literary mind. Tübingen 2008, ISBN 978-3-8233-4179-6.
- 17th-Century Cultural Exchange in England and France. Ashgate 2013, ISBN 0-7546-6938-6.